# Рыжая (мюзикл)
«Рыжая» (англ. Redhead) — бродвейский мюзикл, музыка к которому написана Альбертом Хейгом на либретто Дороти Филдс, Герберта Филдса, Сидни Шелдона. Режиссёр-постановщик и хореограф Боб Фосс. Спектакль отмечен шестью наградами «Тони», в том числе премией  за лучший мюзикл 1959 года.

## Сюжет
1888 год, Лондон викторианской эпохи обсуждает злодеяния  Джека-Потрошителя. Неприметная девушка Эсси Уимпл работает в Музее восковых фигур сестёр Симпсон, которым управляют две её тётки — тетя Сара и тетя Мод. В экспозиции, среди прочих, демонстрируется сцена недавнего убийства американской актрисы Рут Ларю. Выставку посещают артисты труппы мюзикл-холла Одеон, где служила убитая, инспектор Уайт из Скотлэнд-Ярда, а также Том Бакстер — «Мускулистый мужик», бывший близкий друг американки. Эсси увлекается Томом и, желая привлечь его внимание, инсценирует покушение на свою жизнь. Далее следует череда неожиданных событий и сцен, свойственных комедии ситуаций, с переодеваниями, погонями и заключительным счастливым финалом в мюзикл-холле Одеон.

## Производство и прокат
Дороти Филдс и её брат Гербер Филд написали мюзикл, который имел рабочее название «Произведения для Беатрис Лилли». К команде сценаристов присоединился Сидни Шелдон, чтобы доработать его для актрисы Гвен Вердон, у которой недавно прошли два сезона на Бродвее со сверхудачными спектаклями — «Чёртовы янки» и «Новенькая в городе». Уже несколько лет Боб Фосс и Гвен Вердон открыто состояли в любовных отношениях (в брак они вступят только спустя год). Актриса была готова исполнить главную роль при условии, что хореограф  Фосс выступит ещё и режиссёром. Требование было принято продюсерами, так как шоу задумывалось под танцевальные таланты Гвен. Так Фосс дебютировал в качестве главного постановщика. 
Гвен Вердон связывали обязательства перед продюсерами Робертом Фрайером и Лоуренсом Карром участвовать в мюзикле, написанном Дэвидом Шоу. По достигнутому тройному соглашению: Гвен соглашалась на роль, продюсеры возглавили администрирование постановки спектакля, а Шоу пригласили в качестве одного из сценаристов. 
Мюзикл содержал номера многих элементов танцевального жанра: классического балета, свинговых импровизаций, канкана, марша, цыганского танца, мелодии классического английского мюзик-холла.
Премьера состоялась на Бродвее в Театре на 46-й улице (ныне Театр Ричарда Роджерса) 5 февраля 1959 года и закрылась 19 марта 1960 года после 452 представлений. После закрытия на Бродвее мюзикл отправился в тур по США. Гастроли начались в Театре Шуберта в Чикаго в марте 1960 года и закончились в Театре Карран в Сан-Франциско, Калифорния, в июне 1960 года.

## Награды и номинации
| Год  | Премия      | Категория                                                    | Номинант                       | Результат |
| ---- | ----------- | ------------------------------------------------------------ | ------------------------------ | --------- |
| 1959 | Tony Awards | Премия «Тони» за лучший мюзикл                               | Премия «Тони» за лучший мюзикл | Победа    |
| 1959 | Tony Awards | Премия «Тони» за лучшую мужскую роль в мюзикле               | Кайли Ричард / Том Бакстер     | Победа    |
| 1959 | Tony Awards | Премия «Тони» за лучшую женскую роль в мюзикле               | Гвен Вердон / Эсси Уимпл       | Победа    |
| 1959 | Tony Awards | Премия «Тони» за лучшую мужскую роль второго плана в мюзикле | Леонард Стоун / Джордж Поппетт | Победа    |
| 1959 | Tony Awards | Премия «Тони» за лучшую хореографию                          | Боб Фосс                       | Победа    |
| 1959 | Tony Awards | Премия «Тони» лучшему дирижеру и музыкальному руководителю   | Джей Блэктон                   | Номинация |
| 1959 | Tony Awards | Премия «Тони» за лучший дизайн костюмов                      | Рубен Тер-Арутюнян             | Победа    |

## Другие постановки
Через год после бродвейской премьеры в Мехико была выпущена испаноязычная адаптация. В мюзикле «La pelirroja» снимались актриса Вильма Гонсалес и актёр Армандо Кальво, а в роли молодого Пласидо Доминго — молодой Пласидо Доминго. Спектакль открылся в Театре де лос Инсургентес 11 февраля 1960 года.
Театр Коста-Меса в Коста-Меса, Калифорния, известный тем, что ставит малоизвестные и уникальные мюзиклы, представил «Рыжую» в июне 1981 года. 
Группа «музыкального возрождения» 42nd Street Moon в Сан-Франциско представила концерт «Рыжая» со 2 по 20 сентября 1998.
Оперный театр Гудспид в Коннектикуте представлял мюзикл с сентября по декабрь 1998 года. 